# 東京工科自動車大学校品川校
東京工科自動車大学校品川校（とうきょうこうかじどうしゃだいがくこうしながわこう）は、東京都品川区に1995年に開校した専門学校である。運営主体は学校法人小山学園。

## 概観
自動車整備科のほか、ハーレーダビッドソン専科の自動車整備科2輪コースがある。ハーレーダビッドソン専科はハーレーの日本法人「ハーレーダビッドソンジャパン」と提携しており、全国のハーレー正規ディーラーへの整備士就職を想定し、アメリカ本社の世界統一基準による整備士育成プログラムが通常授業に組み込まれている。

### 設置学科
- 1級自動車整備科（4年制）
- 自動車整備科
- 自動車整備科(2輪コース、ハーレーダビッドソン専科)

### 所在地
東京都品川区南品川3-7-12
- 京急本線「青物横丁」駅徒歩4分
- 東急大井町線・ＪＲ京浜東北線「大井町」駅徒歩10分
- りんかい線「品川シーサイド」駅徒歩7分

## 沿革
- 1990年4月 - 東京工科専門学校の品川分教室が開設される
- 1995年4月 - 東京工科専門学校品川校設立、自動車整備科（2年制）設置
- 2009年4月 - ハーレーダビッドソン専科（2年制）設置
- 2016年4月 - 1級自動車整備科（4年制）を設置し、東京工科自動車大学校品川校へ校名変更

## 関連校
- 東京工科自動車大学校
- 東京工科自動車大学校世田谷校
- 専門学校東京テクニカルカレッジ